# Cerebros Exprimidos
Cerebros Exprimidos fue un grupo mallorquín de hardcore punk. Se formaron a principios de 1985 y se mantuvieron en activo hasta 1998. Su música sufre influencias del punk y del hardcore estadounidense, de grupos como Black Flag, Poison Idea, Dead Boys, Minor Threat, Dead Kennedys o Slaughter & the Dogs

## Historia
En 1986 participaron en el «VI Concurs Pop Rock Palma», ganando el segundo premio (a pesar de que fueron criticados por ser «demasiado ruidosos»). Grabaron sus primeras maquetas en 1987 y 1988, que fueron reeditadas en el casete Exprímelo Demos (1989).
Su debut no llegó hasta 1989, de mano de Romilar D, casa con la que editaron un mini-LP: Cerebros Exprimidos. Ficharon por Munster Records con quienes publicaron Más suicidios!!! (1990) y Bonzomanía (1991), además del ya mencionado Exprímelo demos. Fue entonces cuando diferentes sellos estadounidenses como Sympathy for the Records Industry (SFTRI) o Grita! se interesaron por ellos, publicando discos con su nombre anglosajón: Squeezed Brains. Así, SFTRI editó en el sencillo Another Day. Grabaron Kill the Pope en inglés, ya que iba a ser editado por SFTRI, pero debido a algunos problemas con el sello lo terminaron editando con Munster. Regrabaron algunos temas en castellano para incluirlos en Demencia (1995).
Su disco Demencia fue producido por SPOT, quien había trabajado con grupos de punk y hardcore como Black Flag, Misfits, Hüsker Dü o Minutemen. En 2004 la revista musical Todas las Novedades, en su número 128 publicó un dosier especial dedicado al «Punk ibérico». En él, aparece Demencia como uno de los «10 discos más influyentes del punk-rock ibérico». El álbum fue editado en 1996 en EE. UU. por Grita! Records.
En 1998 publicaron su último LP, Cerebrator y anunciaron su disolución.
En 2001 el bajista Cañete murió en accidente de tráfico. En Palma de Mallorca se realizó el «Catipilar Fantastic Festival» como homenaje. Actuaron entre otros, Diabéticas Aceleradas, Caníbales, Bad Taste (grupo en el que Jaime Triay tocó como batería), Electric Bananas, Wipe Out Skaters, Cerebros Exprimidos (que se reagrupó con motivo del festival) o Fucking Babies (el último proyecto musical de Cañete).
Simultáneamente con su trayectoria como guitarra en Cerebros Exprimidos, Juanmi Bosch tocó también en Los Turkos, Síndrome de Estokolmo y GLOW. Después de la disolución de Cerebros, Juanmi se incorporó a la formación de Cannibales, y más tarde a Mostros, banda con tres discos publicados en la que permanece como guitarra hasta la actualidad.A su vez Jaime Triay grabó una maqueta de 8 temas con el grupo Chirri Kebab con influencias de Germs,Flipper y Butthole Surfers.

## Miembros
- Jaime Triay (1964-2020):[4] voz
- Juanmi Bosch: guitarra
- Juan Pedro, Joan Miguel Pieras, «Cañete»: bajo
- Tino Font, «Churu» Tenreiro, Sergio Prior: baterías. El que más tiempo estuvo en la formación fue "Churu".

## Discografía

### Álbumes
- Cerebros Exprimidos (Romilar D, 1989).
- Exprímelo demos (Munster, 1989). Casete con sus dos maquetas.
- Más suicidios!!! (Munster, 1990).
- Bonzomanía (Munster, 1991).
- 1987-1992. Complete Studio Recordings (Munster, 1993). Recopilatorio con sus tres primeros álbumes completos.
- Demencia (Munster, 1995). Editado en 1996 en EE. UU. por Grita! Records.
- Cerebrator (Munster, 1998).

### Sencillos y EP
- Another Day (SFTRI, 1990). Publicado como Squeezed Brains.
- Ritual (Munster, 1991).
- Kill the Pope (Munster, 1992). EP de 7 canciones en formato doble 7".
- Romper la red (Munster, 1995).
- Fuck war (Munster, 1997).

### Participaciones en recopilatorios
- «Gritos en la noche» en The Munster Dance Hall favorites Vol. II (Muster, 1989).
- «Arrepiéntete» en Blood & R'N'R (Subterfuge, 1990).
- «Skatin' Dee Dee» en The Surf & Skate Riot Vol. 1 (Munster, 1990).
- «Pennies from Heaven» en El Garito Café Vol. 1 (El Garito Café, 1991)..
- «Dragon Lady» en el disco de tributo a The Germs Strange Notes! (Bitzcore, 1995).
- «Good morning, good morning» en Bosnia Vive. (Malafama, 1997).

### Splits
- Cerebros Exprimidos/Wipe Out Skaters (Roto, 1990). 7".
- Cerebros Exprimidos/The Pleasure Fuckers (Roto, 1996). 7".